# United We Stand
United We Stand je EP kapely Dymytry. Je to první album kapely, které je nahrané kompletně v anglickém jazyce. EP vzniklo při příležitosti vystoupení Dymytry v zahraničí (Bestie Der Freiheit Tour 2018 po Německu s kapelou Hämatom na podzim 2018 ). Vydáno bylo digitálně 30. května 2017, na fyzickém nosiči šlo do prodeje oficiálně 8. června 2017. Všechny skladby na albu mají svou původní, českou, verzi a vznikly přeložením textu. Nejedná se o doslovný překlad (kvůli rýmům), ale celkový vzkaz každé ze skladeb zůstal zachován. Kapela opakovaně zdůraznila, že anglické písně jsou určeny pro zahraniční publikum a že v České republice bude nadále hrát pouze česky.

## Seznam skladeb
| Pořadí         | Název                  | Hudba          | Text           | Originál                     | Délka |
| -------------- | ---------------------- | -------------- | -------------- | ---------------------------- | ----- |
| 1.             | Barricades (videoklip) | R2R            | Protheus, R2R  | „Barikády“ (Sedmero krkavců) | 3:55  |
| 2.             | United We Stand        | Dymo           | Protheus       | „Věrni zůstaneme“ (Agronaut) | 3:50  |
| 3.             | Jack The Ripper        |                | Protheus       | „Z pekla“ (Z pekla)          | 6:22  |
| Celková délka: | Celková délka:         | Celková délka: | Celková délka: | Celková délka:               | 14:07 |

## Sestava
- Jan „Protheus“ Macků (zpěv)
- Jiří „Dymo“ Urban (kytara)
- Jan „Gorgy“ Görgel (kytara)
- Artur „R2R“ Michajlov (basová kytara)
- Miloš „Mildor“ Meier (bicí)